# Cantão (província)
Cantão ou Guangdong (em chinês, 广东, Guǎngdōng (pinyin); historicamente, 廣東) é uma província da República Popular da China. Tem uma área de aproximadamente 177 900 km² e uma população de 104 303 132 habitantes. A capital da província de Cantão é a cidade de Cantão. A população é constituída maioritariamente por habitantes de etnia Han (99%), existindo 0,7% de habitantes de Zhuang  e 0,2% de Yao.

## História

### Incorporação a China
Foi povoada inicial por povos Yue, sendo anexada a China Imperial durante a Dinastia Qin entre 221 a 206 a.C. e se tornou futuramente um ponto estratégico para interesses marítimos.

### Século XIX
Guangdong, ou Cantão, foi importante para o comércio de ópio além de seus portos que foram usados constantemente por europeus durante o periodo do Século de humilhação. Assim, foi palco também de vários conflitos, como a Guerras do ópio e o ínicio da Rebelião Taiping, além de vários outros conflitos e revoltas impulsionadas pelo Sentimento anti-Qing.

### Século XX
Assim como as demais provincias do sul, Cantão integrou a República da China em 1911, durante a Revolução Xinhai. Após conflitos internos na política da China, Guangdong se tornou a provincia principal da revolução promovida pelo Partido Nacionalista da China, sendo entre 1917 até 1926 a sede do Governo da República da China em Guangzhou.

## Cidades
A seguinte lista mostra as 10 cidades mais populosas da província de Cantão, sendo que a cidade de Cantão é a capital da província.
| Nome da cidade | Nome em chinês | População (em 2010) |
| -------------- | -------------- | ------------------- |
| 1 . Cantão     | 广州           | 12 700 800          |
| 2 . Shenzhen   | 深圳           | 10 357 938          |
| 3 . Shantou    | 汕头           | 5 391 028           |
| 4 . Dongguan   | 东莞           | 2 826 612           |
| 5 . Zhanjiang  | 湛江           | 6 993 304           |
| 6 . Foshan     | 佛山           | 7 194 311           |
| 7 . Jieyang    | 揭阳           | 5 877 025           |
| 8 . Jiangmen   | 江门           | 4 448 871           |
| 9 . Maoming    | 茂名           | 5 817 753           |
| 10 . Zhuhai    | 珠海           | 1 560 229           |

## Subdivisões

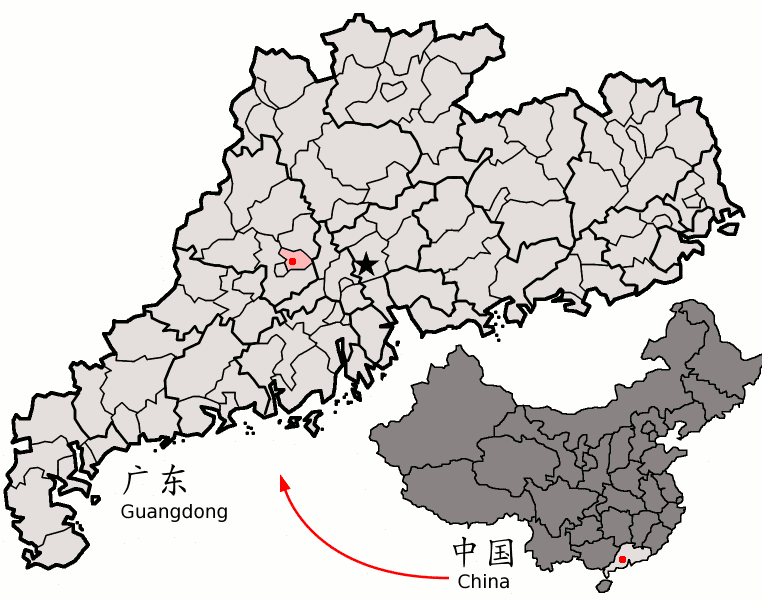
Mapa das subdivisões de Guangdong

Na província de Guangdong existem:
- nível prefeitural:
  - 19 cidades administrativas
  - 2 cidades sub-provinciais
- nível distrital:
  - 23 cidades administrativas
  - 41 comarcas
  - 3 comarcas autónomas
  - 54 distritos